# FairChild -フェアチャイルド-
『FairChild』（フェアチャイルド）は、2007年12月14日に有限会社彩牙のブランド・ALcotより発売された18禁恋愛アドベンチャーゲーム。
思春期の少年少女が成長していく様子を描く。

## ストーリー
主人公・小鳥遊 一樹は、幼少時に両親を失い、叔母夫婦に育てられた。従妹や幼馴染たちに囲まれて穏やかながらも幸せな日々を送っていた一樹だったが、彼女たちを異性として意識したことがきっかけで、その日常は変化していった。

## 登場人物

### 主人公
小鳥遊 一樹（たかなし かずき）
本作の主人公。プレイヤーキャラクターであり、この人物の視点で物語が進む。
普段は明るく前向きだが、幼少期に両親を失ったこともあり、心の底では他者を信じ切ることができずにいる。

### ヒロイン
羽住 恋鳥(はずみ ことり)
声：榊原ゆい
誕生日:2月28日。身長:149cm。スリーサイズ:B70/W47/H74。O型。
一樹の従妹。人懐っこい性格で、よく他者に背後から抱き着く。性知識は豊富で、妄想癖も激しい一方、一樹のことは異性として見ていないため、裸を見られても平然としている。
藍沢 とばり(あいざわ とばり)
声：成瀬未亜
誕生日:10月24日。身長:142cm。スリーサイズ:B69/W46/H72。B型。
恋鳥の幼馴染である名家の令嬢。任侠映画とかわいいものが好き。
日菜森 こころ(ひなもり こころ)
声：安玖深音
誕生日:7月1日。身長:157cm。スリーサイズ:B79/W54/H77。O型。
一樹の年上の幼馴染。3年前に母親を亡くして以来、家事をこなしている。
有栖川 悠姫(ありすがわ ゆうひ)
声：遠野そよぎ
誕生日:4月30日。身長:154cm。スリーサイズ:B77/W56/H78。A型。
一樹の同級生。クールな性格ゆえ近寄りがたい雰囲気を放つが、実際はおせっかいな人物でもある。
加賀見 朔夜(かがみ さくや)
声：佐本二厘
誕生日:11月3日。身長:158cm。スリーサイズ:B72/W50/H76。AB型。
こころの同級生。

### その他
羽住 愛音(はずみ あいね)
声：山田奈穂
羽住 美琴(はずみ みこと)
声：まきいづみ
日菜森 真白(ひなもり ましろ)
声：中澤アユム
ハンス・ヴァーレンティーン
声：一条和矢
城島 秀人(きじま ひでと)
声：中澤アユム
西園寺 ななる(さいおんじ ななる)
声：北都南
麻生 水瀬(あそう みなせ)
声：倉田まりや
高見沢 蓮(たかみざわ れん)
声：木島宇太
矢薙 大吾(やなぎ だいご)
声：皇帝

## スタッフ
- プロジェクトマネージャ：河原巽
- シナリオ：宮蔵・時乃・空下元
- 原画：仁村有志・蒼魚真青・コミズミコ
- 音楽：Manack・戸越まごめ・MANYO
- ムービー：ぱきら

## 主題歌
オープニングテーマ「FairChild」
歌：榊原ゆい / 作詞：宮蔵 / 作曲・編曲：Manack
- 歌詞の一部に各ヒロインの名前が埋め込まれている。

エンディングテーマ「晴れのち曇り、時々雨」
歌：榊原ゆい / 作詞：kala（Angel Note） / 作曲・編曲：森まもる（Angel Note）
イメージソング
「Twinkle Love」
歌：YURIA / 作詞：田島浩二 / 作曲：広瀬充寿
「Purest Days」
歌：真理絵 / 作詞：神代あみ（Angel Note） / 作曲・編曲：不知火つばさ（Angel Note）

## 公式HPでのキャンペーンやイベント等
フェアチャヒロイン人気投票(発売前1回目) 1位-リセットの為不在。
ALcot公式HP上で行われた人気投票。期間は2007年9月16日から10月16日までの予定だった。
発売前のソフト(体験版も無い)異例の状態での人気投票となったが
1位のヒロインは書き下ろしイラスト等の特典があった事と、連続投票ができる事によりアクセスが集中した。
結果としてツール等を使用する人達も現われ とばりや、こころが30万票獲得に対して
朔夜が5000票しか獲得していない状態となった為に9月18日に公式において一旦投票を0から仕切り直しとなった。
なおお詫びとして10月中旬に配布予定だった、とばりのチラシイラストをフリーデーターとして事前公開した。
フェアチャヒロイン人気投票(発売前2回目) 1位-藍沢 とばり
上述の1回目をリセットし、最初から集計しなおした人気投票。
ALcot公式HP上で行われている。期間は9月22日から10月13日まで。
1回目での反省点を生かしCGIを修正した他、「投票は24時間に1回」となり、票数表示から割合表示になった。
また1回目のヒロイン5人に加え 愛音、美琴、ななる、水瀬のサブヒロインを加えた9人から投票する形になった。
情熱！そして愛！お祭りお便りコーナー！ 1位-日菜森 こころ
フェアチャヒロイン人気投票(発売前2回目)と同時期に始まった企画。
ALcot公式HP上で行われている。期間は9月22日から10月13日までで投票できるのは発売前2回目と同じ9人から選択
基本的な内容は人気投票と変わらないが、こちらはコメントを重視しており
投票の時間規制も数分程しか無く、1位のヒロインへの特典等は無いのが違いとなっている。
第2回フェアチャヒロイン人気投票 1位-有栖川 悠姫
発売後にALcot公式HP上で行われた人気投票(通算3回目)。期間は2008年1月25日から2月8日まで。
前回人気投票時の9名に、更に愛音(大)と主人公を含む男性キャラ7名を加えた全17名から投票する形をとる。
投票間隔は「12時間に1回」に短縮され、発売前投票時と比べて非常に多くのコメントが寄せられた。
初回に引き続き不正票が出たが、上位の大勢は変わらず、投票終了後の再集計の結果、
1位有栖川悠姫が2位日菜森こころの3倍を超える票数を獲得し過半数を占めるなど、大差で圧勝した。
なお、今回も1位ヒロインへの特典等は特に無い。
TOUCH! フェアチャヒロインズ
選択肢又はキャラクターをクリックするとボイスが流れる公式HPで行われた企画
前述のフェアチャヒロイン人気投票の5位から順番に3日置き更新された。
体験版
本作の体験版は4つに分けて配信された。
10月28日にプロローグ編が配信され、順次イベントシーンなどを含めたキャラクター編が配信された。

## 付録・特典等
初回予約特典
- フルカラービジュアルブック
- アレンジサウンドトラック
- 主題歌ショートバージョン集

## 関連商品
- フェアチャイルドビジュアルファンブック 2008年5月発行 ISBN 978-4758011051
- TECH GIAN　2018年11月号  付録として本作の製品版が収録されている。